# 12628 Ackworthorr
A 12628 Ackworthorr (ideiglenes jelöléssel 2120 T-1) a Naprendszer kisbolygóövében található aszteroida. Cornelis Johannes van Houten,  Ingrid van Houten-Groeneveld és Tom Gehrels fedezte fel 1971. március 25-én.